# Psaphida electilis
Psaphida electilis là một loài bướm đêm trong họ Noctuidae.